# Joseph Kabui
Joseph Kabui, född 1954 i Panguna, centrala Bougainville, död 7 juni 2008 på Buka, norra Bougainville, var en papuansk politiker som var president i den autonoma regionen Bougainville från 15 juni 2005 till sin död 2008. Han var tidigare guvernör för samma region från 1987 till 29 augusti 1990.